# یواس‌اس راسل (دی‌دی‌جی-۵۹)
یواس‌اس راسل (دی‌دی‌جی-۵۹) (به انگلیسی: USS Russell (DDG-59)) یک کشتی است که طول آن ۵۰۵ فوت (۱۵۴ متر) می‌باشد. این کشتی در سال ۱۹۹۳ ساخته شد. این دومین کشتی نیروی دریایی ایالات متحده است که نام راسل را بر خود دارد و به نام دریابان جان هنری راسل و پسرش، فرمانده سپاه تفنگداران دریایی جان هنری راسل جونیور نامگذاری شده است.